# Língua dupaningan acta
Dupaningan Agta (Dupaninan Agta), ou Cagayan Agta Oriental, é uma língua falada pelo povo de caçadores-coletores semi-nômades Negritos das províncias de  povo das províncias Cagayan e  Isabela no norte de Luzon, Filipinas. Seu dialeto Yaga é apenas parcialmente inteligível.

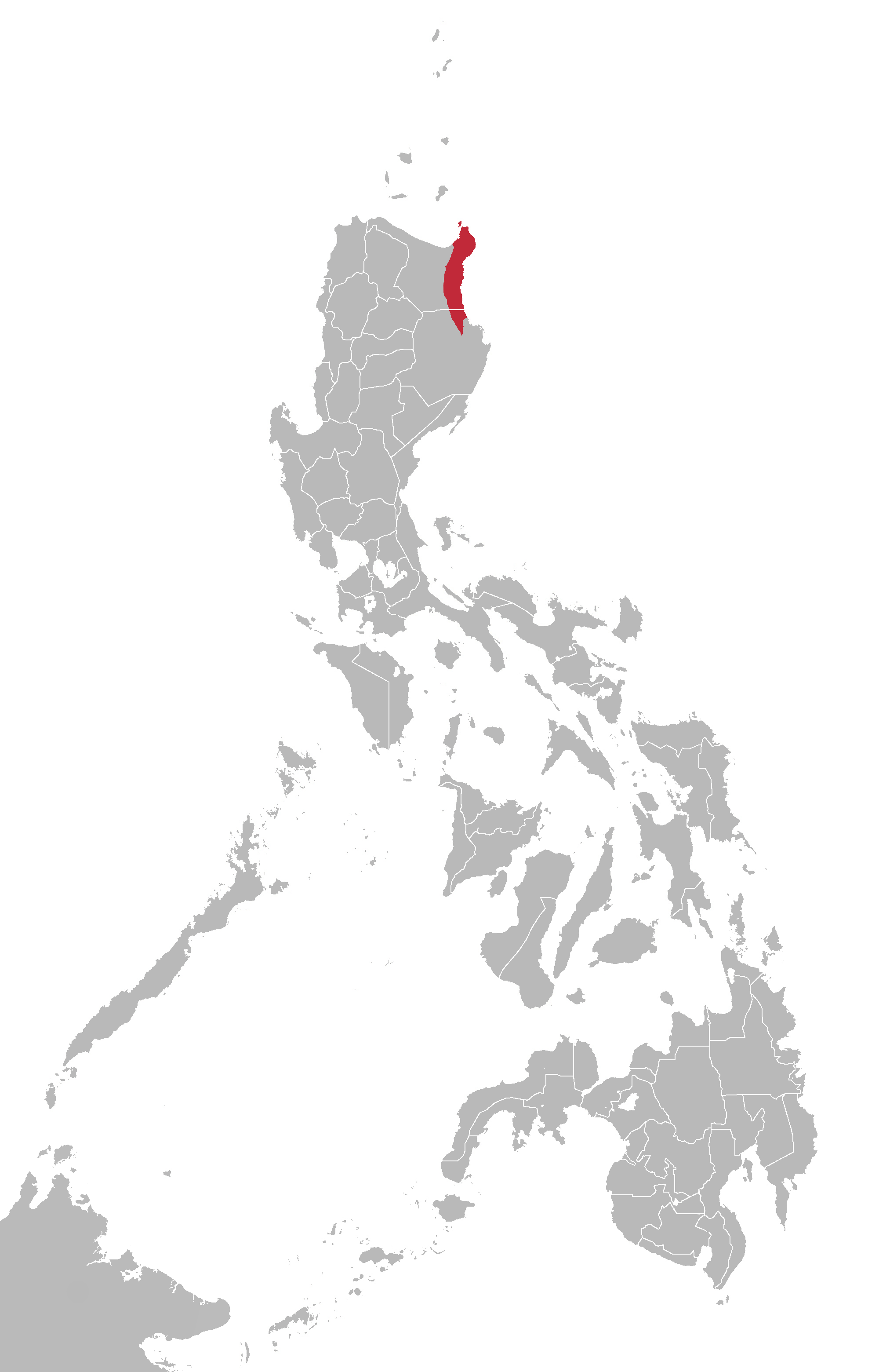
Áreas onde Dupaningan Agta é falado

## Geografia
Robinson (2008) relata que Dupaningan Agta é falado por um total de cerca de 1.400 pessoas em cerca de 35 comunidades dispersas, cada uma com 1-70 famílias.
- Ilha Palaui - Os falantes não se consideram Dupaningan, mas a linguagem é muito semelhante à dos outros Dupaninganos.
- Nangaramuan, Santa Ana, Cagayan
- Barongagunay, Santa Clara e Santa Ana, Cagayan[4]
- Vale Cove, Baggao, Cagayan[4]
- Kattot
- Bolos a Ballek (Ponto Bolos) - aldeia onde a língua Dupaningan Agta é mais amplamente utilizada.
- Bolos a Dakal (Bolos, Maconacon, Isabela)
- Santa Clara, Gonzaga, Cagayan[4]

## Escrita
A língua Dupaningan usa o alfabeto latino sem as letras C, F, J, Q, U, V, X, Z.

## Fonologia

### Consoantes
|           | Labial | Alveolar | Velar | Glotal |
| --------- | ------ | -------- | ----- | ------ |
| Oclusiva  | p b    | t d      | k g   | (ʔ)    |
| Nasal     | m      | n        | ŋ     |        |
| Vibrante  |        | r        |       |        |
| Lateral   |        | l        |       |        |
| Fricativa |        | s        |       | h      |
| Semivogal | w      | j        |       |        |

### Vogais
|         | Anterior | Central | Posterior |
| ------- | -------- | ------- | --------- |
| Fechada | i        |         | u         |
| Medial  | e        |         | o         |
| Aberta  |          | a       |           |